# ローレンツ (小惑星)
ローレンツ (3861 Lorenz) は、小惑星帯に位置する小惑星である。ハイデルベルクのケーニッヒシュトゥール天文台でヨーゼフ・ヘルフリッヒによって発見された。
オーストリアの動物行動学者、コンラート・ローレンツに因んで命名された。